# Rupert Everett
Rupert James Hector Everett (født 29. maj 1959) er en engelsk skuespiller og sanger. Everett har været nomineret til to Golden Globe Awards og to BAFTA Awards.

## Udvalgt filmografi
- Den gale kong George (1994)
- Min bedste vens bryllup (1997)
- Shakespeare in Love (1998)
- An Ideal Husband (1999)
- Inspector Gadget (1999)
- The Next Best Thing (2000)
- Shrek 2 (2004)
- Narnia: Løven, heksen og garderobeskabet (2005)
- Stardust (2007)
- Shrek den Tredje (2007)